# Зворыкина, Кира Алексеевна
Ки́ра Алексе́евна Зворы́кина (29 сентября 1919, Николаев — 6 сентября 2014, Москва) — советская шахматистка, гроссмейстер (1978). Заслуженный мастер спорта СССР (1957).

## Спортивная карьера

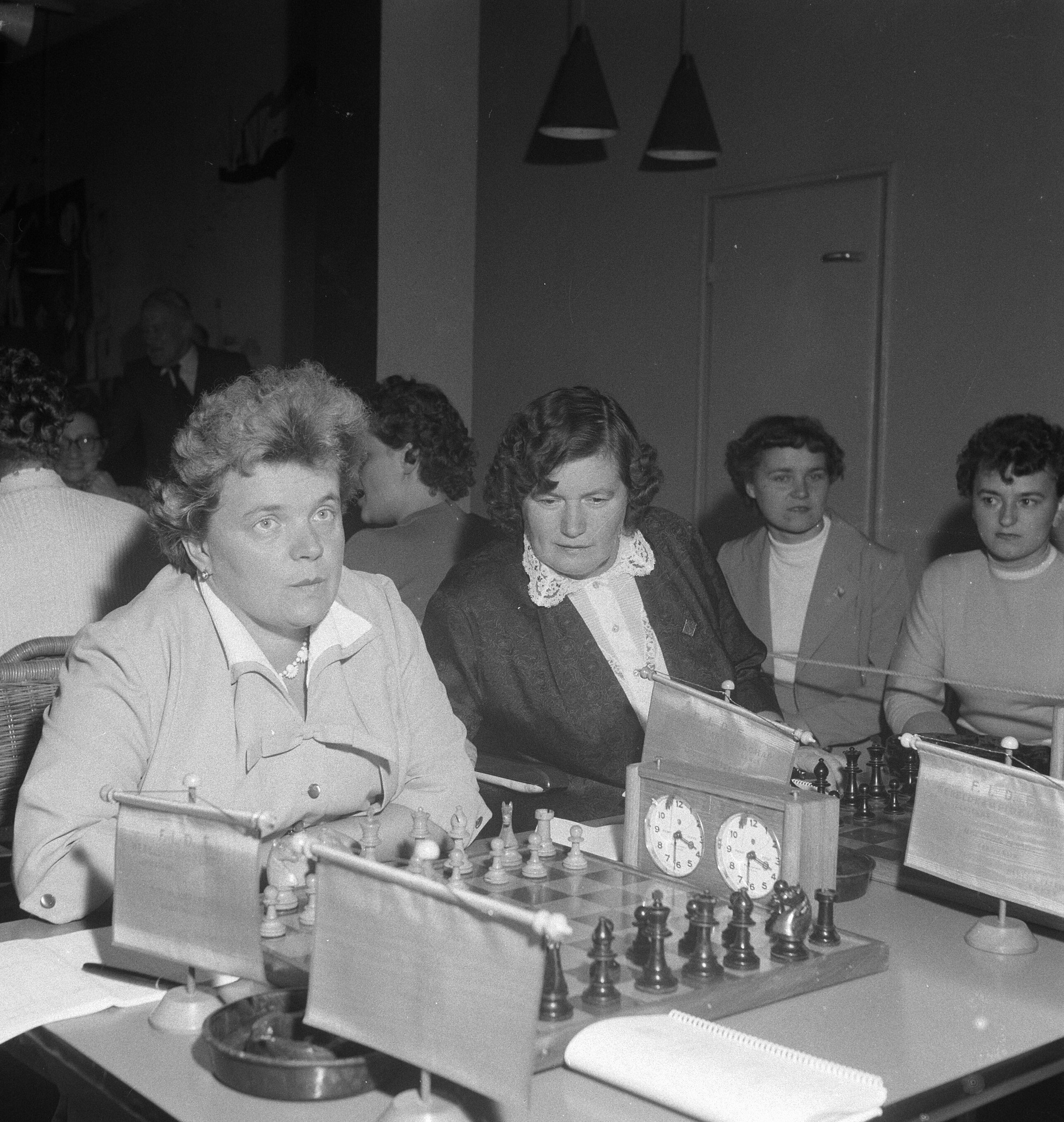
Кира Зворыкина (слева) и Ольга Рубцова в 1957 году

Мастер спорта СССР с 1951 года. Чемпионка Минска (1956) и Белорусской ССР (1970, 1973, 1975). Участница 20 чемпионатов СССР; чемпионка страны (1951, 1953 и 1956). Лучшие результаты в других чемпионатах: 1950 — 3-е, 1957 — 1—2-е (проиграла дополнительный матч В. Борисенко — ½ : 2½), 1958 — 1—2-е (проиграла дополнительный матч Л. Вольперт — 1½ : 2½); 1962 — 4-е места. Чемпионка Ленинграда (1948), неоднократная победительница чемпионатов БССР и ВС СССР. Участница турниров претенденток; 1952 — 4—6-е м.; 1955 — 4-е; 1959 — 1-е; 1961 — 3-е; 1964 — 4—5-е места.
В 1960 году в Москве проиграла матч на первенство мира Елизавете Быковой — 4½ : 8½. В составе сборной команды СССР победительница олимпиад 1957 и 1963 годов. Лучшие результаты в других международных соревнованиях: Тбилиси (1960) — 5—6-е; Тбилиси — Батуми (1961) — 3—5-е; Киев (1967) — 5—6-е места.
Шахматистка атакующего стиля.
В 1968—1970 годах возглавляла федерацию шахмат Белорусской ССР.

## Семья и личная жизнь
Была шестым ребенком в семье. Всего у ее родителей было восемь детей (Надежда, Ярослав, Муза, Римма, Милица, Кира, Пересвет, Ярополк). Внучатая племянница изобретателя Владимира Зворыкина. С 1953 до 1999 года жила в Минске. С 1999 до 2014 года жила в Москве.
Муж — Алексей Степанович Суэтин (1926—2001), советский шахматист, гроссмейстер. В разводе с Суэтиным с 1961 года (вскоре после проигрыша матча за звание чемпионки мира, где Суэтин был секундантом жены).
- Сын — Александр Алексеевич Суэтин, экономист, доктор экономических наук.

К. А. Зворыкина похоронена в колумбарии Донского кладбища Москвы.

## Достижения
- В 1951, 1953, 1956 годах была чемпионкой СССР.
- В 1957 году победила во Всемирной олимпиаде в составе сборной СССР.
- В 1960 году проиграла матч на первенство мира Елизавете Быковой.
- В 1963 году победила во Всемирной олимпиаде в составе сборной СССР.
- В 1977 году — международный арбитр.
- В 1978 году — международный гроссмейстер.

## Награды
- Орден «Знак Почёта» (27.04.1957) — «за успехи, достигнутые в деле развития массового физкультурного движения в стране, повышения мастерства советских спортсменов, и успешное выступление на международных соревнованиях»

## Книги
- В рядах шахматной гвардии. — Минск: Полымя, 1984. — 208 с.

## Изменения рейтинга
| Графики недоступны из-за технических проблем. См. информацию на Фабрикаторе и на mediawiki.org. |